# Aaron Chatman
Aaron Chatman (nascido em 11 de maio de 1987) é um atleta paralímpico australiano. Defendeu as cores da Austrália disputando os Jogos Paralímpicos do Rio de Janeiro, em 2016, onde conquistou a medalha de bronze no salto em altura masculino das categorias T45 e T47.